# Smart Display
Als Smart Displays bezeichnet man ganz allgemein die Gesamtheit aller elektronischen Bildschirme, bei denen der Bildschirminhalt entweder per Funk von einem stationären Computer oder per Internet gespeist wird. Die Bezeichnung wird daher bisher synonym bzw. gleichzeitig für ehemals tragbare PC-Monitore wie auch für mit dem Internet verbundene stationäre Geräte z. B. zum Abruf von online verfügbaren Informationen und zur Kommunikation im Rahmen der Videotelefonie verwendet.

## Arten von Smart-Displays

### Per Funk gespeiste PC-Monitore

#### Allgemeines
Die als Smart Displays bezeichneten PC-Monitore werden mit einem Akku und einer Funkverbindung betrieben, so dass sie in einem Radius von etwa 30 m um den PC herum mobil einsetzbar sind. Sie ähneln in ihrem Aussehen sehr stark den späteren Tablet PCs. In den Jahren 2002 bis 2004 sind sie als Weiterentwicklung des PC-Monitors propagiert worden, wurden jedoch danach durch die neuen Tablet PCs, Webpads oder Laptops sehr schnell wieder obsolet.
Heutige Flachbildschirme sind an ihr Stromkabel und oft auch an ihr Displaykabel gebunden und sind daher nicht als mobil anzusehen. Hier setzt die Idee des Smart Displays (SD) an. Während der Heim-PC an seinem Platz stehen bleibt und Leistungen wie Rechnen und Speichern übernimmt, ist das SD bis zu einem gewissen Maße mobil verwendbar und kann beispielsweise im Rahmen einer Wohnung in die Küche oder aber ins Wohnzimmer mitgenommen werden, z. B. zum Kochen nach digitalisierten Rezepten oder zum Ansehen von Fotos.

#### Funktionsweise
Smart Display und PC werden in der Regel über eine netzwerkbasierte Funkverbindung (WLAN 802.11) verbunden. Per Remote Desktop Protocol kommunizieren beide Geräte fortlaufend miteinander. Der Benutzer sieht dann genau das, was er auf einem herkömmlichen PC-Bildschirm auch sehen würde, z. B. alle Programme, Daten und Einstellungen. Dies entspricht dem Prinzip eines Terminal-Client. Auf dem Smart Display selber läuft als Betriebssystem eine abgespeckte Windows-Version, die den Namen Windows CE for Smart Display trägt. Auch die Hardware solcher Smart Displays ist sehr stark rudimentär dimensioniert. Die Taktung des verbauten Prozessors beträgt daher beispielsweise lediglich ca. 400 MHz und der Speicherplatz umfasst meist nur 64 MB RAM, was allerdings für den Verwendungszweck völlig ausreicht.
Einen Laptop-Ersatz kann das Gerät mit diesen vergleichsweise mageren technischen Daten daher grundsätzlich nicht bieten. Sobald die Verbindung zwischen Heim-PC und Smart Display einmal aufgebaut worden ist, kann sich der Benutzer frei umher bewegen. Die WLAN-Verbindung erlaubt etwa eine Distanz von rund 30 Metern, was für die meisten Wohnungen ausreicht. Eingaben tätigt der Benutzer durch Verwendung eines Eingabestifts auf dem berührungsempfindlichen Touchscreen.

#### Hersteller
Hersteller von Smart Displays waren unter anderem Philips, Viewsonic, Fujitsu und NEC. Besonders Viewsonic hatte sich unter den Produzenten von Smart Displays einen besonderen Namen gemacht. Alle gebauten Geräte wurden allerdings bereits im Jahr 2004 dafür kritisiert noch nicht völlig ausgereift zu sein, da das Display häufig als zu unscharf erschien, und die Displays mit einem Gewicht von durchschnittlich ca. 2,7 kg als deutlich zu schwer empfunden wurden. Preislich lagen die Displays zudem kaum unter einem deutlich besser ausgestatteten Laptop, der ja insgesamt mehr Funktionalität bot.
Das kaum vorhandene Kundeninteresse bewog Microsoft Mitte des Jahres 2004 zum Rückzug aus dem Geschäft mit Smart Displays. Durch die Verbreitung von Smartphones, Tablet-PCs wie z. B. dem iPad von Apple, und internetfähigen Flachbild-Fernsehern wurde alles und sogar noch viel mehr Dinge ermöglicht, was die Smart Displays dem Nutzer ermöglichen sollten.

### Per Internet gespeiste Monitore

#### Allgemeines
Die per Internet gespeisten Monitore unterscheiden sich im Wesentlichen zu den oben beschriebenen per Funk gespeisten PC-Monitoren einerseits dadurch, dass sie grundsätzlich nicht mobil einsetzbar sind, sondern vielmehr nur stationär betrieben werden können. Hierfür ist in der Regel eine permanente Stromversorgung über die lokale Stromversorgung mit einem sog. "Netzteil" notwendig. Der Betrieb des Gerätes kann daher permanent erfolgen, so dass eine Nutzung ohne zeitliche Unterbrechung möglich ist.
Andererseits erfolgt die inhaltliche Versorgung des Bildschirms hauptsächlich mit per Internet genierten Bildschirminhalten. Daher sind solche Geräte insbesondere für den Aufruf von online bereitgestellten aktuellen Informationen, wie z. B. tagesaktuellen Nachrichten, der Wettervorhersage, von Fahrplänen bezüglich öffentlicher Verkehrsmittel, oder auch nur von nicht aktuellen Begebenheiten, wie z. B. Kochrezepten geeignet.
Eine weitere häufige Nutzung der internetgespeisten Smart-Displays ist auch die Videotelefonie sowie die Möglichkeit einer stationären Videoüberwachung.

#### Funktionsweise
Das internetbasierte Smart-Display verbindet sich anders als der per Funk gespeiste PC-Monitor nicht mit einem PC, sondern mit einem elektronischen Computer-Netzwerk, über das dann z. B. über einen Internet-Router die Verbindung zum Internet bzw. einem mit dem Internet verbundenen Server hergestellt wird, über den dann die Display-Inhalte geniert werden können.
Die Geräte sind zudem in der Regel mit einem fest verbauten Mikrofon und einer Videokamera ausgestattet, um einerseits eine sprachgesteuerte Kommunikation des Gerätes selbst zu ermöglichen, oder aber andererseits auch mit online verbundenen Kommunikationspartnern in Echtzeit über das Internet per Internettelefonie oder Videotelefonie direkt in Kontakt zu treten.

#### Hersteller
Die bekanntesten Hersteller internetbasierter Smart-Displays sind aktuell (Jahr 2022):
- Amazon mit den sog. Echo-Show-Modellen
- Google mit den sog. Google-Nest-Hub-Modellen
- Lenovo mit den sog. Lenovo-Smart-Display-Modellen